# Новокраснянка
Новокраснянка (укр. Новокраснянка) — село в Кременском районе Луганской области Украины, административный центр Новокраснянского сельского совета.
Население по переписи 2001 года составляло 1471 человек. Почтовый индекс — 92923. Телефонный код — 6454. Занимает площадь 5,55 км². Код КОАТУУ — 4421685401.

## Местный совет
92923, Луганська обл., Кремінський р-н, с. Новокраснянка, вул. Леніна, 85а (укр.)

## История
Точная дата основания не известна, но датируемая 1704 годом переписка о спорах между донскими казаками и Изюмом (слобожанские земли) по поводу территорий и контроля над ними доказывает существование Нового Краснянского казачьего городка, и его жителей — донских казаков, как активных участников тех событий. В Памяти из Разрядного в Посольский приказ по поводу спора между донскими казаками и Изюмским полком о Бахмутских соляных варницах и др. угодьях от 19 октября 1704 года, в том числе в следующем контексте: «Донские казаки айдарские жители 4, боровских 5, сухаревских 8, трехизбянских 3, старокраснянцов 3, новокраснянцов 3 человека, сказали: в прошлых де годех, как не было городов Царе-Борисова,  Мояцкого, Изюма и Соляного, и в то де время речками Багмутом и Красною и Жеребцом с верховья и до устья, и вверх по реке Донцу по Посольской перевоз (около Святых гор), владели они донские казаки по своим казацким обыкностям, а крепостей у них казаков на те речки со всеми угодьи никаких нет». Т.е. в 1704 году Новый Краснянский уже существовал не менее 2—3 лет, а донские казаки своими землями называли всё пространство по Северскому Донцу практически вплоть до устья р. Оскол. Но за поддержку К.Булавина эти земли были у донских казаков отобраны и переданы в управление слобожанам (источник — Булавинское  восстание. (1707—08 гг.) Труды Историко-Археографического Института Академии Наук СССР. Том XII. Москва 1935. Стр. 87).
В 1925 году в Ново-Краснянский сельсовет, Кабанского района Купянского округа входили слобода Ново-Краснянка (949 дворов, 4718 жителей), хутора: Нестеренков (5 дворов, 24 жителя), Пшеничный (38 дворов, 159 жителей), Суровцовка (39 дворов, 360 жителей).